# 瑪納加爾姆
瑪納加姆（Managarm），在北歐神話中，是一個解釋比較模糊的生物。瑪納加爾姆是一頭追逐月亮的狼，其名字意思為「月亮獵犬」（Moon-Hound），但神話中也提到，哈提（Hati）追逐著月車並在「諸神的黃昏」時吞噬月亮，因此有人認為瑪納加姆其實等於哈提。
在《散文埃達》中，作者史洛里提到，在鐵森林（Jarnvid）裡住著邪惡的老巫婆，她有很多長的像狼的兒子，每天老巫婆會用罪人的肉餵她的兒子們，其中之一就是瑪納加爾姆。我們不能確定的是老巫婆的名字，有人認為指的是安格爾波達（Angrboda）──洛基（Loki）的第一任妻子，魔狼芬里爾（Fenrir）的母親──這樣的話，瑪納加姆和哈提都可能是芬里爾另外的名字。但也有說法認為瑪納加爾姆是芬里爾和不知名的女巨人生的孩子。在《詩體埃達》中也有提到，追逐日月的斯庫爾（Skoll）和哈提都是芬里爾一族。
在另一個神話中則有瑪納加姆會領著英靈戰士（Einherjar）前往英靈殿（Valhalla）的說法。